# Nissan Rogue
La Nissan Rogue è un compact SUV prodotto dalla casa automobilistica giapponese Nissan Motor a partire dal 2007; nel 2013 ne è stata presentata la seconda serie, nel 2020 ne è stata presentata la terza serie.
Si tratta di un modello specifico per il mercato nordamericano e, dalla seconda serie, coincide con la Nissan X-Trail venduta sui mercati mondiali.

## Prima generazione (S35; 2007-2013)
La prima versione è stata presentata al salone dell'automobile di Detroit del 2007 con le vendite iniziate dell'autunno dello stesso anno; si tratta di una vettura a motore anteriore disponibile sia in versione a trazione anteriore che in quella a trazione integrale. L'unico propulsore disponibile era un motore a benzina da 2,5 litri erogante una potenza di 125 kW e l'unica trasmissione disponibile era un cambio automatico continuo.

## Seconda generazione (T32; 2013-2020)

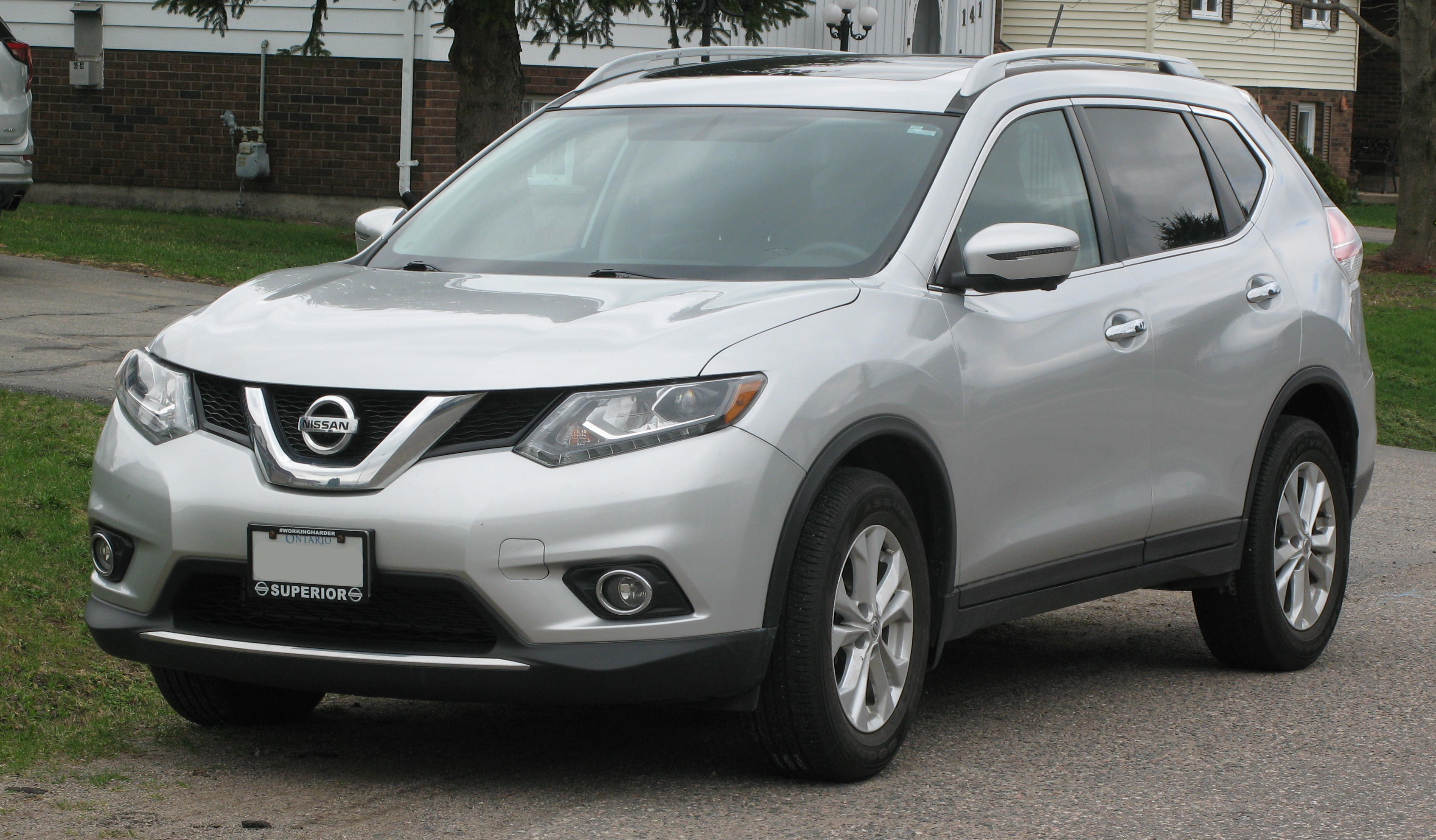
Nissan Rogue II generazione (T32)

La seconda generazione della Rogue si basa sulla contemporanea Nissan X-Trail dalla quale riprende gran parte della meccanica e delle motorizzazioni; il design si ispira all'Hi-Cross Concept per adattarsi ai mercati degli Stati Uniti e del Canada. Le modifiche riguardano principalmente i sedili passeggeri della terza fila (opzionali), le sospensioni indipendenti sulle quattro ruote che sono di serie, il servosterzo elettrico e i freni a disco sulle quattro ruote con sistema antibloccaggio.
Il veicolo è stato presentato al Salone dell'automobile di Francoforte 2013. I modelli per il mercato statunitense sono stati messi in vendita nel novembre 2013.
Al lancio era disponibile un motore QR25DE a 4 cilindri da 2,5 litri con una potenza di 170 CV (127 kW) e 237 Nm con cambio Xtronic CVT Jatco CVT8 abbinato alla trazione anteriore o integrale.

## Terza generazione (T33; 2020-)

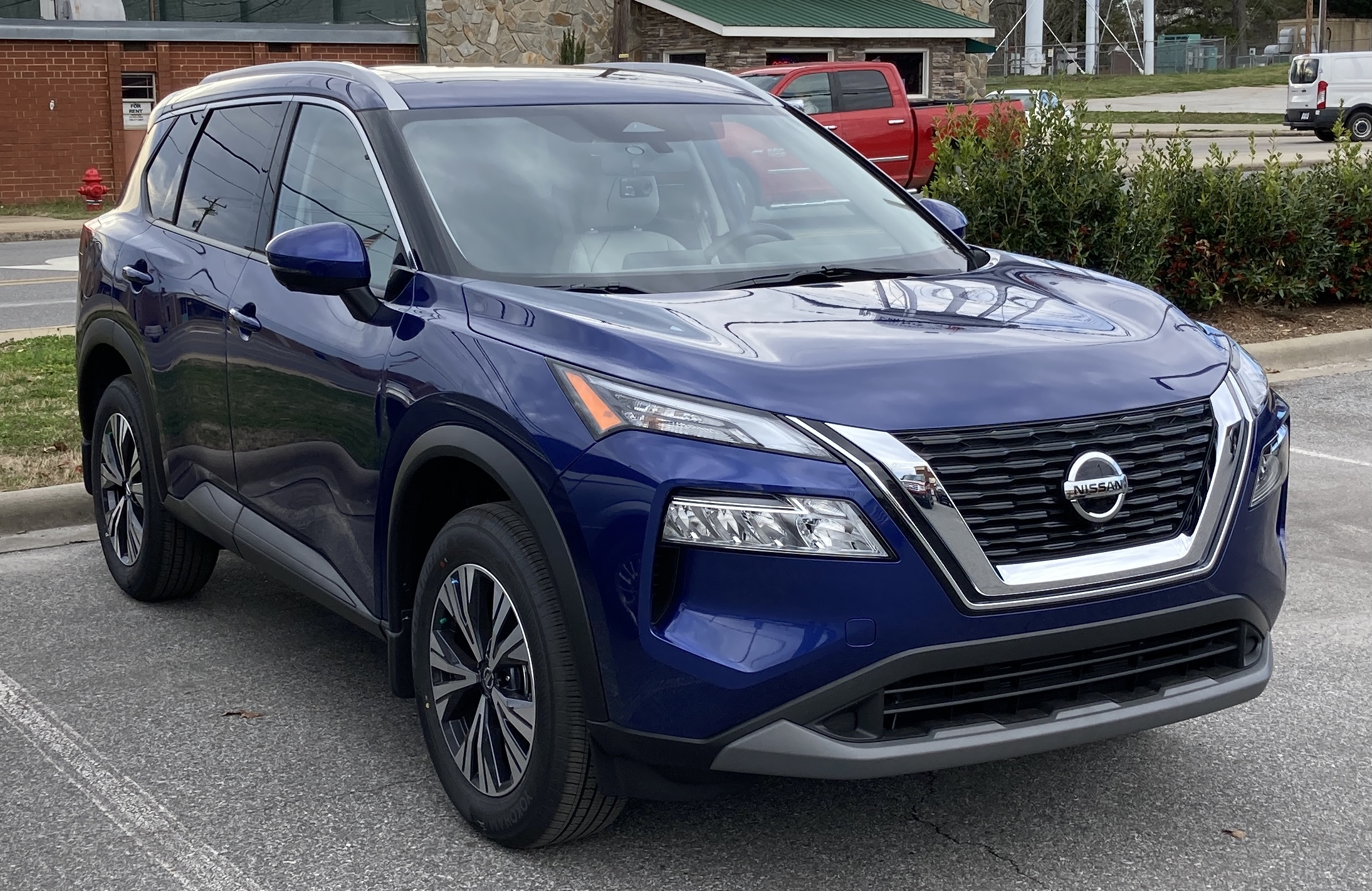
Nissan Rogue III generazione (T33)

La terza generazione della Rogue è stata presentata in Nord America il 15 giugno 2020. La produzione negli Stati Uniti è iniziata il 22 settembre 2020 e il veicolo è arrivato presso i concessionari Nissan negli Stati Uniti alla fine di ottobre.